# Intoxicação por flúor
Em altas concentrações de sais ou soluções (compostos) de Fluoreto são tóxicos, e o contacto com a pele ou olhos é perigoso. Se referirmos o sal de flúor, Fluoreto de sódio (NaF), a dose letal estimada para a maioria dos seres humanos adultos é 1–10 gramas. A dose letal é de aproximadamente 28 mg por quilo de massa corporal.

## Toxicidadeaguda

### Mecanismo
Como a maioria dos materiais solúveis, compostos de flúor são prontamente absorvidas pelo estômago, intestino e excretado pela urina. Vestígios são incorporados no osso. urina têm sido utilizados para determinar as taxas de excreção, a fim de definir os limites máximos de exposição a compostos de flúor e associados efeitos prejudiciais à saúde. A ingestão de fluoreto inicialmente vai actuar/interagir localmente na mucosa intestinal, onde se forma o ácido fluorídrico no estômago. Posteriormente, este se liga ao cálcio e interfere com várias enzimas.

### Causas possíveis
Historicamente, a maioria dos casos de intoxicação por flúor ter sido causada por ingestão acidental de insecticidas ou raticidas (por exemplo, sódio fluoroacetato) contendo flúor. Actualmente a maioria dos casos são devido à ingestão de dentifrício. Outras causas incluem: como agentes de bifluoreto de amónio em vidro decapagem ou limpeza de cromo; a exposição industrial de fluxos utilizados para promover o fluxo de metal fundido em uma superfície sólida; Ejecta vulcânica, e limpadores de metal. Mau funcionamento dos equipamentos de fluoretação da água tem acontecido várias vezes, incluindo um incidente notável no Alasca.

### Compostos organofluorados
Para que ocorra a intoxicação de fluoreto (ou flúor), um composto deve libertar iões de flúor (F−). Considerando que a maioria dos compostos organofluorados não pode libertar F− por causa da força da ligação carbono–flúor e a sua tendência de se reforçar quando mais átomos de flúor são adicionados ao carbono, outros não, como Metoxiflurano. O átomo de flúor é difundido em drogas, por exemplo, Prozac, e muitas outras substâncias, tais como freon , Teflon , e no soro sanguíneo ( PFOS, PFOA e PFNA). Os compostos organofluorados, porém, os que são de base fluoroalcano não libertam F− em condições biológicas devido à sua estabilidade.

### Sintomas
A intoxicação vem da ingestão de uma grande quantidade de flúor em um curto período de tempo. Ingerir 3–5 mg/kg pode causar que os sintomas apareçam, enquanto que a dose letal estimada é de 5-10 g (32–64 mg/kg) em adultos e 16 mg/kg em crianças. A severidade dos sintomas depende da quantidade de flúor ingerida. Estes incluem dor abdominal, diarreia, disfagia, hipersalivação, lesão da mucosa, náuseas, vómito; anormalidades de Electrólitos, incluindo hipercaliemia, hipocalcemia, hipoglicemia e hipomagnesemia podem ocorrer. Os sintomas neurológicos incluem dor de cabeça, fraqueza muscular, hiperreflexia, espasmos musculares, convulsões de parestesias, contrações tetânicas, e tremores. Em casos graves, falência de órgãos múltiplos poderá ocorrer. Morte normalmente resulta de paragem cardíaca, choque, e ocorrência de várias arritmias.

## Toxicidadecrónica
Os efeitos adversos geralmente aceites apenas de flúor em níveis utilizados para a fluoretação da água é a fluorose dental, que pode alterar a aparência dos dentes de crianças durante o desenvolvimento dos dentes, o que é mais leve e, geralmente, apenas uma preocupação estética. Comparado à água não fluoretada, a fluoretação para 1 mg/L é estimada para causar fluorose em uma em cada 6 pessoas (intervalo 4-21), e causar fluorose de preocupação estética em uma em cada 22 pessoas (intervalo de 13.6–∞). Aqui, a "preocupação estética" é um termo usado em uma escala padronizada com base nos adolescentes achariam inaceitáveis, como foi medido por um estudo de 1996 em britânicos de 14 anos de idade.
O consumo de flúor em níveis além daqueles utilizados em água fluoretada durante um longo período de tempo causa fluorose óssea. Em algumas áreas, particularmente o subcontinente asiático, a fluorose óssea é endémica. É conhecida a causa do intestino irritável e dores articulares. Os estágios iniciais não são clinicamente evidentes, e pode ser diagnosticada como (soronegativa) artrite reumatóide ou espondilite anquilosante.
Outros efeitos adversos podem ser possíveis na ingestão de níveis de flúor acima da dose recomendada, e é recomendado a defluoretadores nestes casos. Em 1986, a United States Environmental Protection Agency (EPA) estabeleceu um Nível Máximo de Contaminantes (MCL do inglês maximum contaminant level) para o flúor na concentração de 4 miligramas por litro (mg/L), que é o limite legal permitido de flúor natural na água. Em 2006, uma comissão de 12 pessoas do United States National Research Council (NRC) analisou os riscos à saúde associados ao consumo de flúor  e por unanimidade, concluíram que o nível máximo de contaminantes (MCL), de 4 mg/L deveria ser reduzido. A EPA tem ainda a agir sobre a recomendação do NRC. O limite anteriormente era de 1.4 – 2.4 mg/L, mas foi aumentada para 4 mg/L em 1985.
O excesso de consumo de flúor tem sido estudado como um factor, no seguinte:
- Enfraquecimento dos ossos, levando a um aumento de fractura no quadril e pulso. Ao nível da utilização de água fluoretada, a diminuição de fracturas são esperadas,[8] mas o U.S. National Research Council (NRC) descobriu as provas globais "sugestivo, mas insuficiente para tirar conclusões sobre o risco ou a segurança das posições em risco [2 mg/L]", mas afirma que fracturas parecem aumentar à medida que o flúor é aumentado de 1 mg/L para 4 mg/L, sugerindo uma "exposição continuada = efeito" em relação dose-resposta a estes níveis.[10]:170

- Efeitos adversos nos rins. Dentro da dose recomendada, não são esperados efeitos, mas a ingestão crónica em excesso de 12 mg/dia já são esperados de causar efeitos adversos, e uma ingestão elevada que é possível quando os níveis de flúor são em torno de 4 mg/L.[10]:281 Aqueles com disfunção renal são mais susceptíveis aos efeitos adversos.[10]:292

- Poucas pesquisas que tem sido feitas sobre possíveis danos no fígado, embora alguns estudos sugerem que os efeitos negativos na ingestão crônica de 23 mg/dia.[10]:292

- Danos nos cromossomas e a interferência na reparação do ADN.[10]:304 Globalmente, na literatura de estudos in vitro e roedores não indicam genotoxicidade, mas em estudos em humanos são inconsistentes.[10]:316

- Quatro estudos epidemiológicos têm observado uma correlação entre o aumento de flúor e QI baixo.[10]:205-223 O mais rigoroso destes (estudos) comparou uma área que compreendeu a concentração de água de 0.36 ± 0.15 mg/L (intervalo de 0.18-0.76 mg/L) para uma área com 2.47 ± 0.79 mg/L (intervalo de 0.57-4.50 miligramas por litro [mg/L]). A maior parte destes estudos não publicou detalhes importantes, tornando-os difíceis de os avaliar. Se essas correlações são causadas por flúor, o mecanismo não é conhecido, mas o National Research Council (NRC) especula que os efeitos sobre a tireóide pode levar a testes com fracos resultados.[10]:208 Os dois estudos chineses em meta-análise que incluiu os estudos mencionados anteriormente também se observaram nesta correlação.[14][15] As áreas estudadas, altas em flúor apresentaram níveis de flúor superiores aos utilizados na fluoretação da água. [carece de fontes?]

- O relatório do NRC disse que "muitos dos efeitos nocivos do flúor são devido à formação de compostos de AlF3 (Fluoreto de alumínio)".[10]:219 Este tópico tem sido identificado anteriormente como motivo de preocupação.[16] O NRC observou que ratos que receberam administração de flúor tiveram o dobro de alumínio nos cérebros.[10]:212  Quando a água (1 ppm de flúor) é aquecida numa panela de alumínio mais este é lixiviado (libertado) e mais compostos de Fluoreto de alumínio são formados. No entanto, um estudo epidemiológico constatou que uma área alta em fluor tinha um quinto em (indivíduos com) Alzheimer do que numa área baixa em flúor tinha,[17] e um estudo de 2002 descobriu que o flúor aumenta da excreção urinária de alumínio.[18]

- O efeito supressor do flúor sobre a tiróide é mais grave quando é deficiente em iodo, e o flúor é associado com baixos níveis de iodo.[16] Efeitos na tireóide em seres humanos foram associados com níveis de flúor de 0.05-0.13 mg/kg/dia quando a ingestão de iodo foi adequada, e 0.01-0.03 mg/kg/dia quando a ingestão de iodo foi inadequada.[10]:263 Os seus mecanismos e efeitos sobre o sistema endócrino permanecem obscuros.[10]:266

## História
O pesquisador dinamarquês Kaj Roholm que publicou Fluorine Intoxication em 1937, foi elogiado em 1938 por uma analise de um pesquisador dentário H. Trendley Dean como "provavelmente a mais brilhante contribuição para a literatura sobre o flúor"